# 西米拉索尔
西米拉索尔是巴西马托格罗索州的一个市镇。总面积1072.537平方公里，总人口24701人，人口密度23人/平方公里。